# Carlsbad, New Mexico
Carlsbad este o localitate și sediul comitatului Curry, statul New Mexico din Statele Unite ale Americii.